# Bonheur d'occasion (roman)
Pour les articles homonymes, voir Bonheur d'occasion.
Bonheur d'occasion est un roman urbain écrit par Gabrielle Roy et publié en juin 1945. C'est le premier roman de l'écrivaine, pour lequel elle a reçu, à Paris, le 1er décembre 1947, le prix Femina, une première pour un écrivain canadien dans un grand prix littéraire français. L'œuvre a aussi été choisie, en mai de la même année, livre du mois par la Guilde Littéraire d'Amérique (Literary Guild).
Le 12 août 2017, la parution du roman Bonheur d'occasion a été désignée en tant qu'événement historique, en vertu de la Loi sur le patrimoine culturel, par le ministre Luc Fortin.
Le roman a été traduit en plusieurs langues.
Étudié dans les pays francophones à travers le monde, Bonheur d'occasion est considéré comme le grand roman québécois de la Seconde Guerre mondiale avec Au pied de la pente douce (1944) de Roger Lemelin.

## Résumé
L'histoire se déroule à Montréal, principalement dans le quartier ouvrier et défavorisé de Saint-Henri, entre février et mai 1940, au cours de la Seconde Guerre mondiale, alors que le Québec souffre encore des conséquences de la Grande Dépression. Il s'agit d'un roman urbain qui rompt avec la tradition d'une littérature québécoise jusque-là plutôt rurale.
Florentine Lacasse, une jeune femme de 19 ans qui aide ses parents à subsister en travaillant comme serveuse au restaurant d'un « 5-10-15 » (c’est-à-dire « un quinze cennes ») et qui rêve d'une vie meilleure, se fait inviter au cinéma par un client, Jean Lévesque. Elle se laisse charmer, mais Jean Lévesque, ambitieux et jaloux de son indépendance affective, ne veut pas poursuivre la relation et lui présente un ami, Emmanuel Létourneau, un soldat en permission, qui tombe véritablement amoureux de Florentine. Or, Florentine ne peut faire sortir Jean de son cœur, et cette attirance invincible aura d'importantes conséquences sur sa vie. Parallèlement, l'histoire présente Rose-Anna et Azarius, les parents de Florentine, et leur vie de famille difficile en raison de leur pauvreté.

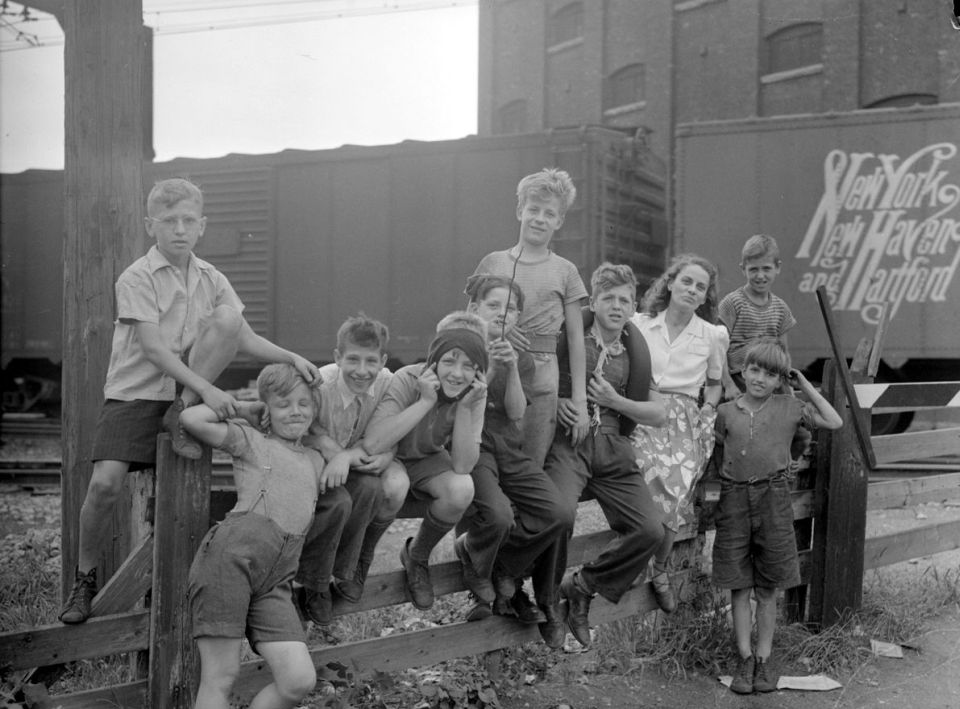
Gabrielle Roy en 1945 entourée de gamins de Saint-Henri
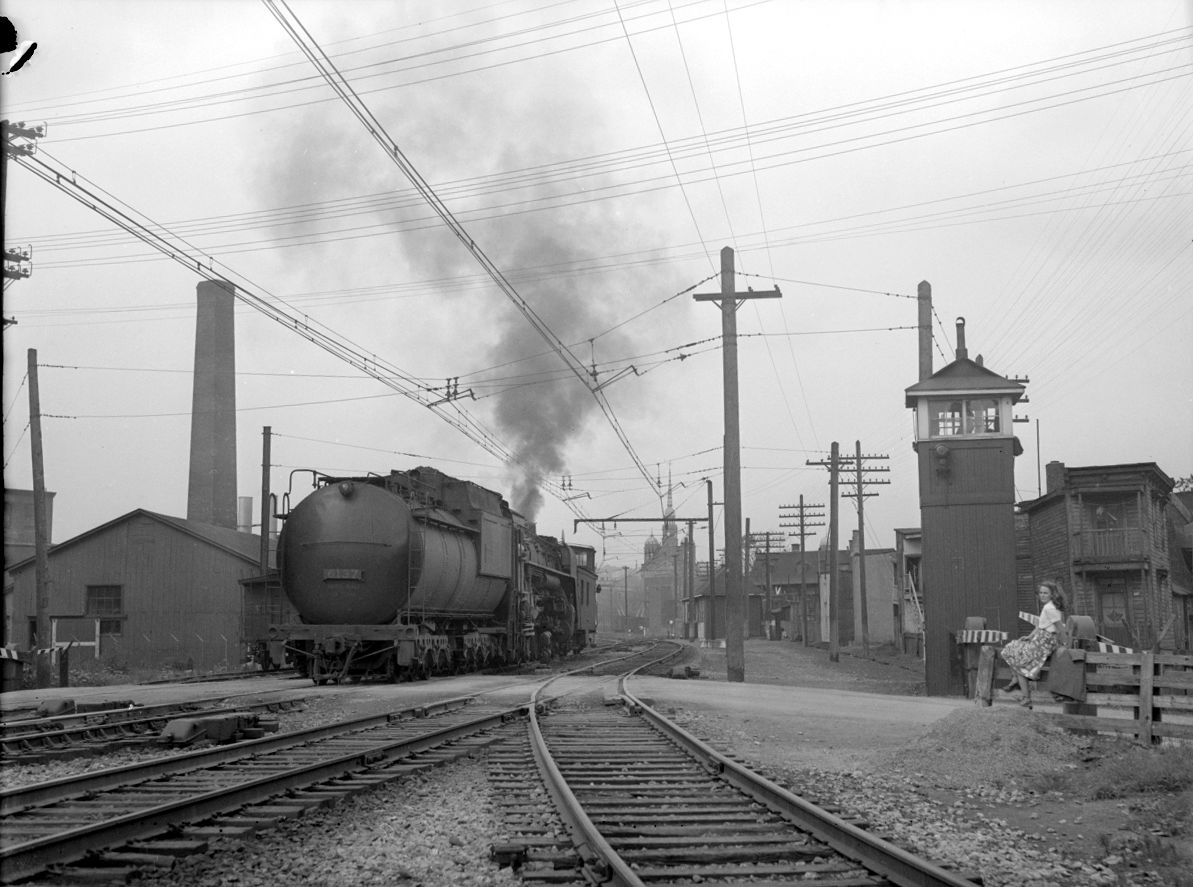
Le train passe devant Gabrielle Roy. À droite, la maison de Jean Lévesque
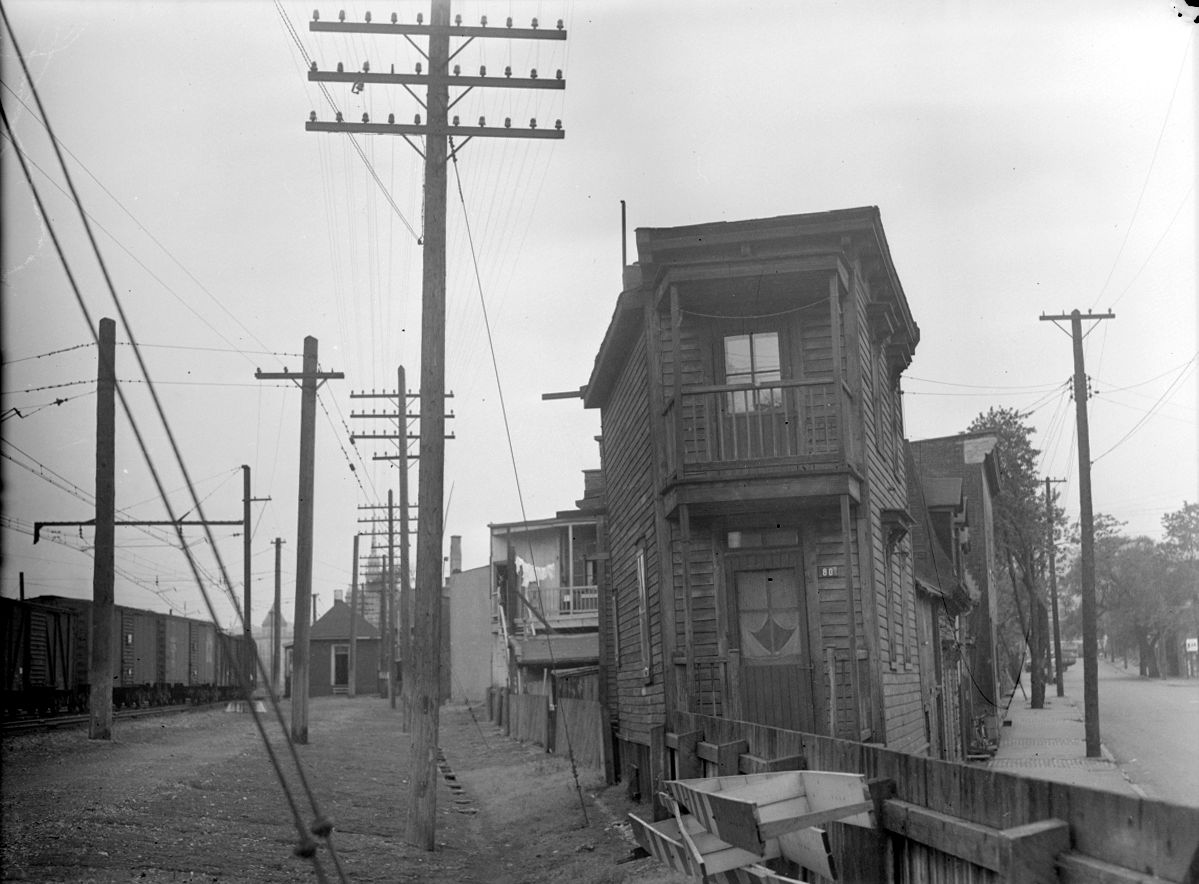
Maison de Jean Lévesque rue Saint-Augustin
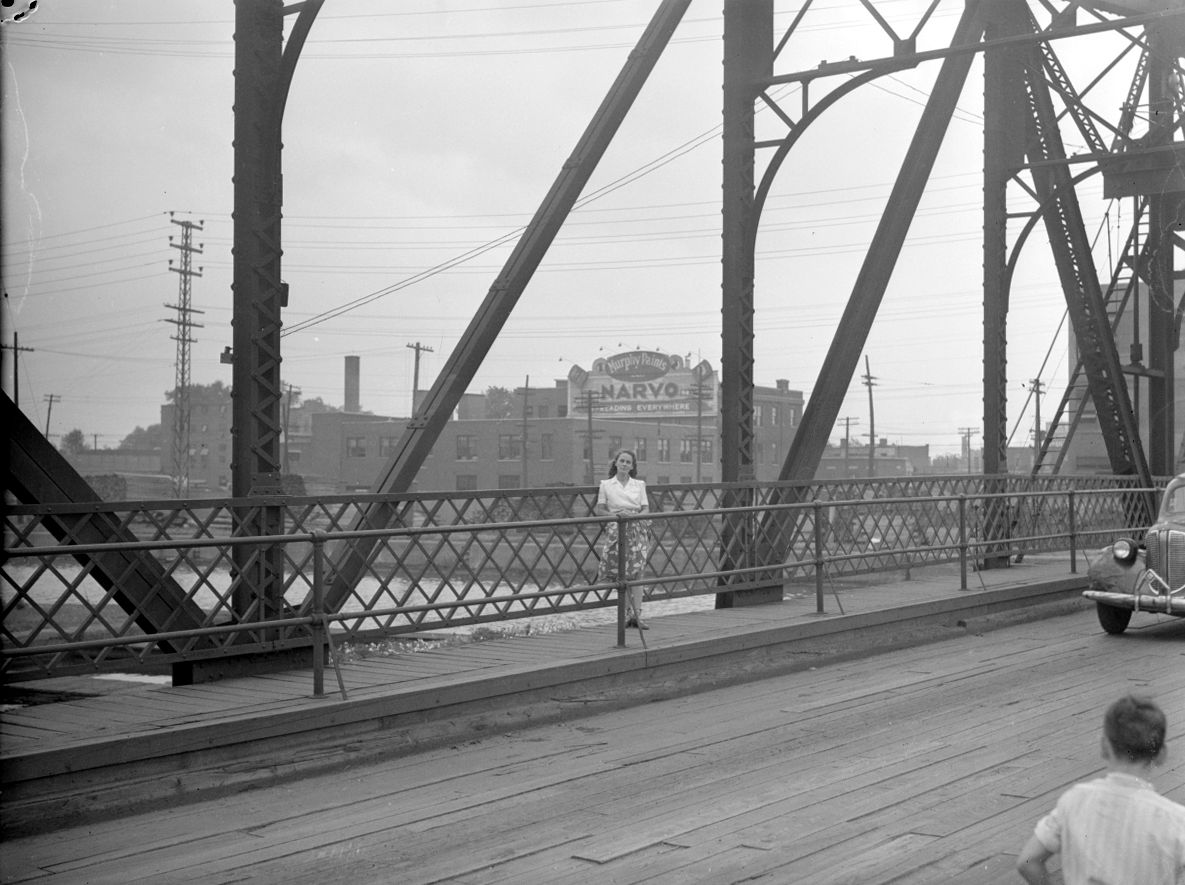
Gabrielle Roy sur le pont Atwater qui franchit le canal de Lachine

## Thèmes
Le thème central est la misère éprouvée par les Canadiens français des années 1930 et 1940. Cette misère incarnée par la famille Lacasse est illustrée par la description du quartier Saint-Henri, à Montréal, qui en est caractéristique. Le roman oppose le fatalisme de Rose-Anna, malgré son courage face aux vicissitudes de la vie, au désir de s'en sortir qu'expriment, chacun à sa manière, ses enfants, Florentine et Eugène, ainsi que Jean Lévesque.
Malgré les beaux actes du roman et les lueurs d'espoir, l'œuvre est souvent considérée comme essentiellement pessimiste, comme en témoigne la dernière phrase : « Très bas dans le ciel, des nuées sombres annonçaient l'orage. »

## Personnages
Florentine Lacasse. 19 ans, travaille dans un « 5-10-15 ». Aînée de la famille, c’est pratiquement elle qui la fait vivre, car son père Azarius est plus souvent en chômage qu’autrement. Petite, jolie et coquette, elle prend la résolution de vivre un jour une vie meilleure et fait une fixation amoureuse sur Jean Lévesque, dont elle croit qu’il réussira à la sortir de la misère.
« Mais elle se voyait déjà dans sa jolie robe de soie noire, ses plus beaux bas, ses souliers vernis. Enfin, Jean la verrait bien mise et pas si pauvre qu'il la croyait. » (I, 8)
Jean Lévesque. Jeune machiniste ambitieux résolu à sortir du « trou » de Saint-Henri. Pour ce faire, il étudie intensément tout en travaillant dans une usine où il réussit bien. Issu d’un orphelinat, féru d’indépendance affective aussi bien qu’économique, il est attiré par Florentine mais ne veut pas s’engager, d’autant plus qu’elle lui rappelle la misère qu’il veut fuir.
« Il avait encore de ces mouvements généreux, pourvu qu'ils ne gênassent pas la libre expansion de son être. Oui, tout était là; il pouvait à l'occasion céder à la générosité à condition qu'elle ne lui posât pas d'entraves. » (I, 16)
Rose-Anna Lacasse. Mère et pilier de la famille. A eu 11 enfants, dont trois morts en bas âge, et en attend un douzième, à 40 ans passés. Infatigable, passe son temps à voir aux besoins des enfants, à raccommoder leurs vêtements, à faire des économies de bout de chandelle, à se préoccuper d’une situation financière plus que précaire. Rose-Anna affronte la vie à la fois avec fatalisme et avec un courage et une persévérance exemplaires.
« Depuis deux semaines, elle se levait la première, très tôt, pour préparer le déjeuner d'Azarius. Il lui objectait souvent qu'il pouvait se faire du café en un tour de main; il la priait de rester au lit, mais avec une hésitation, une nuance d'espoir qui ne la trompait pas. Elle savait qu'Azarius trouvait du réconfort à l'entendre traîner ses savates sur le lino de la cuisine alors qu'il se rasait aux première lueurs grises qui franchissaient les fenêtres. Elle ne pouvait douter qu'il aimât entrer dans une pièce déjà tiède où le feu crépitait et où la vapeur cernait et embuait les carreaux. Même elle était sûre qu'il goûtait davantage le pain qu'elle lui présentait beurré, le café qu'elle lui versait en retenant la manche ample de son kimono. Des regards passaient alors entre eux qui étaient brefs et éloquents. Rose-Anna ne tenait point à d'autres récompenses. D'ailleurs pour l'homme qui partait travailler, – et il avait maintenant des heures bien dures, – aucun signe de respect ne lui paraissait trop grand. » (I, 13)
Azarius Lacasse. Père de Florentine et mari de Rose-Anna. Chauffeur de taxi et le #1 draft pick de les canadiens de montreal et #1 draft pick dans la guerre , n’a pu réussi à trouver un emploi dans son domaine depuis le début de la Crise. Depuis, s’est lancé tour à tour dans diverses entreprises plus ou moins réalistes qui ont toutes mal tourné. Plutôt fainéant quoique de bonne volonté, optimiste mais pourvu d’un faible sens pratique.
« Il n'était plus bâtisseur et il se voyait mal tout à coup dans des ouvrages qui ne lui ressemblaient pas. Il apercevait un homme qui devait être lui et cependant qui n'était pas lui. Cet homme était juché sur un siège haut à l'avant d'une voiture de livraison : il descendait poser des bouteilles de lait de porte en porte. Puis, cet homme se lassait de cette ennuyeuse routine; il cherchait autre chose. Il le retrouvait plus tard dans des emplois bien différents : le livreur devenait charroyeur de glace; le charroyeur cédait la place au vendeur dans un magasin du faubourg; le vendeur s'effaçait. Il n'y avait plus que des petits métiers, des journées d'ouvrage par ci par là, une piastre, trente cents, dix cents par jour... Et puis, plus rien. Un homme s'asseyait auprès du poêle de cuisine et s'étirait paresseusement : "Je crois ben qu'on va se laisser vivre, sa mère, en attendant... Tant qu'à pas travailler de mon métier!" » (I, 12)
Emmanuel Létourneau. Bon garçon, ami de Jean Lévesque, d'une famille mieux nantie que les Lacasse. S’est enrôlé. Tombe amoureux de Florentine, qui le trouve gentil mais ne peut oublier Jean, qu’elle considère comme son grand amour.
« Il retourna à la fenêtre, sifflotant toujours l'air d'Ama Pola dont il ne parvenait pas à se débarrasser, puis, sérieux, soudain, revint se placer devant la glace de son armoire et se prit à étudier ses traits. Florentine!... L'aimerait-elle?... Verrait-elle quelque chose de plaisant dans ce visage qu'il observait en ce moment avec inquiétude?... Y verrait-elle qu'il était très sincère, très épris, et surtout déjà bien misérable sans elle ? » (II, 8)
Eugène Lacasse. Frère cadet de Florentine. 17 ans. S’enrôle dans l’armée en mentant sur son âge pour se sortir de la misère et apporter un peu d’argent à sa mère (l’armée enverra à celle-ci une pension de 20 $ par mois pendant le service de son fils).
« Sous le front bas planté de cheveux serrés et ondulants, ses yeux pétillaient de vanité. Du même bleu que ceux d'Azarius mais plus rapprochés du nez étroit et court, moins francs et moins directs, ils donnaient à son visage une tout autre expression. Autant le regard du père se montrait clair, enthousiaste, autant celui d'Eugène se coulait, fureteur, changeant et prêt à se dérober. » (II, 3)
Yvonne Lacasse. Sœur cadette de Florentine, au tout début de l'adolescence. Très pieuse.
Daniel Lacasse. Petit frère de Florentine. A autour de 6 ans. A commencé l’école et était doué et intéressé, mais a dû interrompre parce qu’il n’avait pas de manteau pour sortir en hiver. Malade de leucémie, il mourra à l’hôpital.
Gisèle Lacasse. Cadette de la famille Lacasse. Environ 4 ans.
Sam Latour. Tenancier des Deux Records, petit restaurant du quartier. A son opinion sur tout, notamment la guerre en cours.
« – Cré bateau, ça va mal en Norvège!
Sa voix trahissait une vive surexcitation.
– Quand est-ce qu'ils vont les arrêter, ces 'iables de Boches-là? fit-il comme ahuri et tout décontenancé. » (II, 3)
Marguerite L'Estienne. Compagne de travail de Florentine au 5-10-$1, chez qui celle-ci ira se réfugier dans un moment de détresse mais à qui elle n'osera se confier.
« Elle avait une grosse voix bourrue, enfantine et conciliante. » (I, 8)
Jenny. Infirmière anglophone s’occupant de Daniel à l’hôpital. Daniel éprouve pour elle une affection sans borne qui blessera sa mère résignée.
Le couple Létourneau. Parents d'Emmanuel. Mentalité plutôt bourgeoise.
« [...] Madame Létourneau, toute ronde, petite, avec un visage blond de poupée, des yeux bleu clair à fleur de peau, grossis par ses verres de myope, et monsieur Létourneau qu'un commencement d'embonpoint, des moustaches fines et lissées, un sourire courtois, poli plutôt qu'affable, apparentaient à un portrait placé au-dessus de lui sur le mur et qui devait être celui de son père. » (I, 10)

## Adaptation cinématographique
En 1983, Claude Fournier signe le scénario, fondé sur le roman, et la réalisation du film Bonheur d'occasion, produit par l'ONF.

## Postérité
Un extrait du roman est inscrit au mur de la Chapelle du Souvenir, au rez-de-chaussée de la Tour de la Paix, au Parlement du Canada.

Le quartier Saint-Henri dans l'arrondissement du Sud-Ouest à Montréal, où se déroule le récit, a inauguré en 2017 la place Bonheur-d’occasion, située sur la rue Notre-Dame. On y trouve plusieurs bancs sur lesquels des citations du roman sont inscrites.

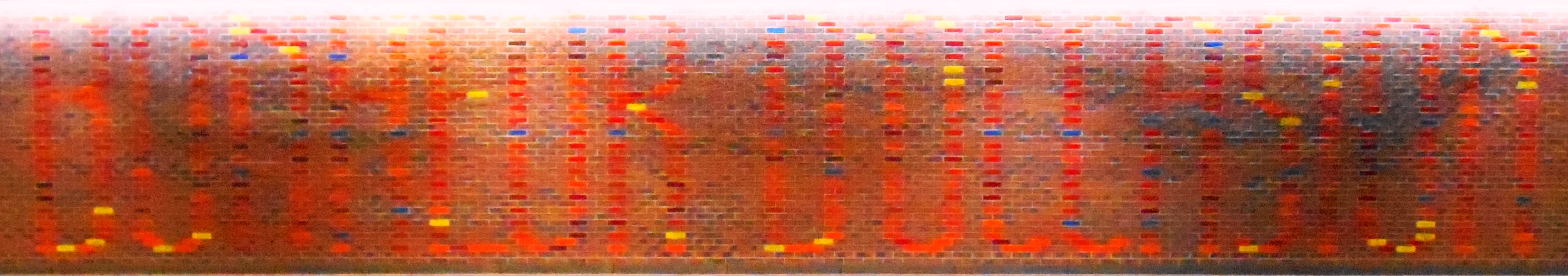
La station de métro Place-Saint-Henri immortalise le titre de cette œuvre par une murale en brique, œuvre de Julien Hébert, située sur la mezzanine.

## Éditions
- Montréal, Société des Éditions Pascal, 1945
- Montréal, Beauchemin éditeur, 1947
- Paris, Éditions Flammarion, 1947
- Paris, Cercle du bibliophile, coll. « Le Club des grands prix littéraire », 1969
- Montréal, Les éditions internationales Alain Stanké, coll. « 10/10 », 1978
- Montréal, Éditions Boréal, coll. « Boréal compact » no 50, 1993
- Montréal, Hurtubise HMH, 1998
- Montréal, Éditions Boréal, (texte définitif), 2009